# Centro de Medicina Física e Reabilitação do Sul
O Centro de Medicina Física e Reabilitação do Sul, originalmente conhecido como Sanatório Vasconcelos Porto, Sanatório Ferroviário de São Brás de Alportel e Sanatório Carlos Vasconcelos Porto, foi um estabelecimento de saúde destinado a ferroviários, localizada no lugar das Almargens, Freguesia e Concelho de São Brás de Alportel, no Distrito de Faro, em Portugal. Operou entre 1918 e 1991, tendo sido substituído pelo Centro de Medicina de Reabilitação do Sul, baseado nas antigas instalações do Sanatório.

## Descrição
O Sanatório Vasconcelos Porto foi um dos três estabelecimentos de saúde construídos em Portugal para abrigar os empregados dos caminhos de ferro que estavam doentes com tuberculose, estando os outros dois hospitais em Paredes de Coura e na Covilhã.
Foi instalado na zona de Almargens, no Vale de Alportel, de forma a proporcionar aos seus pacientes um ambiente propício ao repouso, e um ar menos poluído do que nos centros urbanos. Este estabelecimento chegou a ter uma grande importância a nível nacional, tendo-te assumido como dos principais pólos para o tratamento das doenças respiratórias no país.
O tratamento dos doentes fazia-se através do repouso, de alimentação cuidada, e da exposição ao ar livre. O uso de medicamentos era reduzido ao mínimo, excepto nos casos mais avançados da doença. O complexo incluía uma galeria, coberta por vidros para proteger das condições atmosféricas, onde os pacientes repousavam durante o dia; os quartos estavam equipados com janelas de abertura horizontal, que permitia a sua abertura durante toda a noite, podendo ser fechadas quando os clientes se deitavam e levantavam.

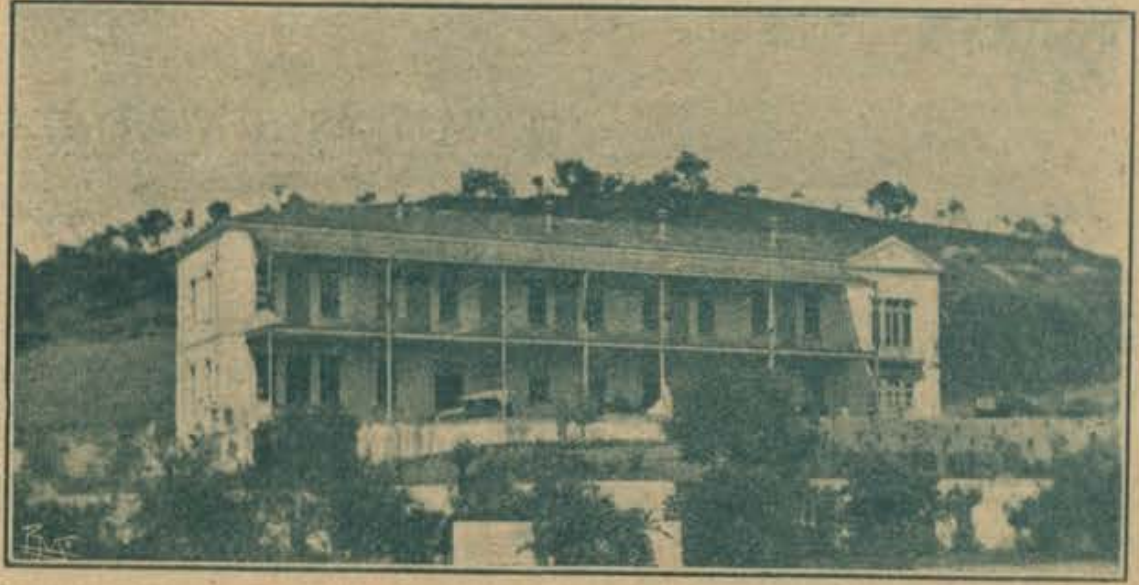
Vista do Sanatório na altura da sua inauguração, em 1918.

## História
O sanatório foi construído pela Administração Geral dos Caminhos de Ferro do Estado, para albergar os funcionários que sofriam de tuberculose. Foi inaugurado em 8 de Setembro de 1918, sendo nessa altura denominado de Sanatório Carlos Vasconcelos Porto, em homenagem ao seu fundador e principal patrono. Na cerimónia tiveram presença do Ministro do Comércio, e o subdirector dos divisão do Sul e Sueste dos Caminhos de Ferro do Estado, Vasconcellos Porto, entre outras altas figuras dos caminhos de ferro nacionais Porém, logo durante a década de 1920, teve vários problemas de ordem financeira. Na década de 1930, já não tinha capacidade suficiente para satisfazer a procura a nível nacional, pelo que foi necessário instituir um novo sanatório, com as mesmas funções, em Paredes de Coura, cuja construção terminou em 1933.
O seu primeiro director clínico foi o Dr. Alberto de Sousa.[carece de fontes?] Em 1937, entra ao serviço, como director clínico, o médico Medeiros Galvão. Em data desconhecida, o Sanatório é encerrado, reabrindo em 1955, já sob a direcção de Medeiros Galvão, tendo a sua administração ficado marcada pelo rigor e profissionalismo, tendo aqui acorrido clientes de todo o país. Galvão deixou a direcção em 1977, ano em que se aposentou.
O Sanatório foi oficialmente encerrado em 1991, tendo passado a ser gerido pelo Hospital Distrital de Faro. Porém, verificou-se uma contínua degradação das suas instalações, e uma redução das funções clínicas, tendo o Serviço Nacional de Saúde chegado a elaborar um protocolo para a cedência deste edifício a uma instituição privada de solidariedade social. Foram posteriormente feitas obras de manutenção, tendo-se ali instalado o Serviço de Pneumologia. Este foi encerrado em 30 de Junho de 2002, para se proceder à ampliação e remodelação do complexo, no sentido de albergar o Centro de Medicina de Reabilitação do Sul, sob a gestão do Sistema Nacional de Saúde. e do Grupo Português de Saúde. O Centro inclui um núcleo museológico, onde se recorda a história deste edifício, e onde são expostos alguns dos utensílios utilizados no Sanatório.